# Christian Gottfried Gruner
Christian Gottfried Gruner (født 8. november 1744 i Sagan, død 5. december 1815) var en tysk læge.
Gruner blev i 1769 doctor medicinæ og bosatte sig som praktiserende læge i Breslau. I 1772 udgav han sit første lærde arbejde, Censura librorum hippocraticorum, på grund af hvilket han i 1773 blev kaldet til professor i teoretisk medicin og botanik i Jena. Her virkede han med stor iver dels i medicinhistorien, dels i den teoretiske medicin. Ved siden heraf udgav han flere af de ældre lægers værker, dels i original, dels i oversættelse. Jo ældre han blev, desto mere fordybede han sig i den ældre litteratur og fulgte derfor ikke med i den samtidige videnskabs udvikling.